# Amphithéâtre de Saint-Georges-du-Bois
L'amphithéâtre de Saint-Georges-du-Bois est un édifice de spectacle gallo-romain construit à Saint-Georges-du-Bois, dans le département français de la Charente-Maritime.
Sa construction, selon un plan atypique, commence vers le milieu du Ier siècle apr. J.-C. et il est établi qu'il a connu deux états successifs. Cet amphithéâtre de petite taille découvert au milieu des années 1970 semble n'avoir servi que durant environ un siècle. Une agglomération antique, sans doute importante mais dont la localisation reste inconnue, existe certainement à proximité.

## Localisation, contexte géographique et archéologique
La structure elliptique est située à environ 500 mètres à l'ouest-sud-ouest du village de Saint-Georges-du-Bois, en Charente-Maritime.
Dans ce secteur du plateau d'Aunis, à l'altitude d'environ 40 m, les calcaires du Kimméridgien (Jurassique supérieur) sont affleurants.
Jusqu'à la fin du XXe siècle, il n'était pas possible de rattacher ce monument à une agglomération d'importance. La prospection aérienne révèle toutefois, en 2009, de nombreuses structures à proximité ; en outre, les fouilles de 2023 indiquent que l'amphithéâtre est agrandi, sans doute pour répondre à une fréquentation en augmentation. Ces deux considérations sont de nature à infirmer l'hypothèse d'un monument isolé mais la localisation et l'étendue de l'agglomération à laquelle il pourrait être relié ne peuvent être, en l'état actuel des connaissances, précisées.

## Historique

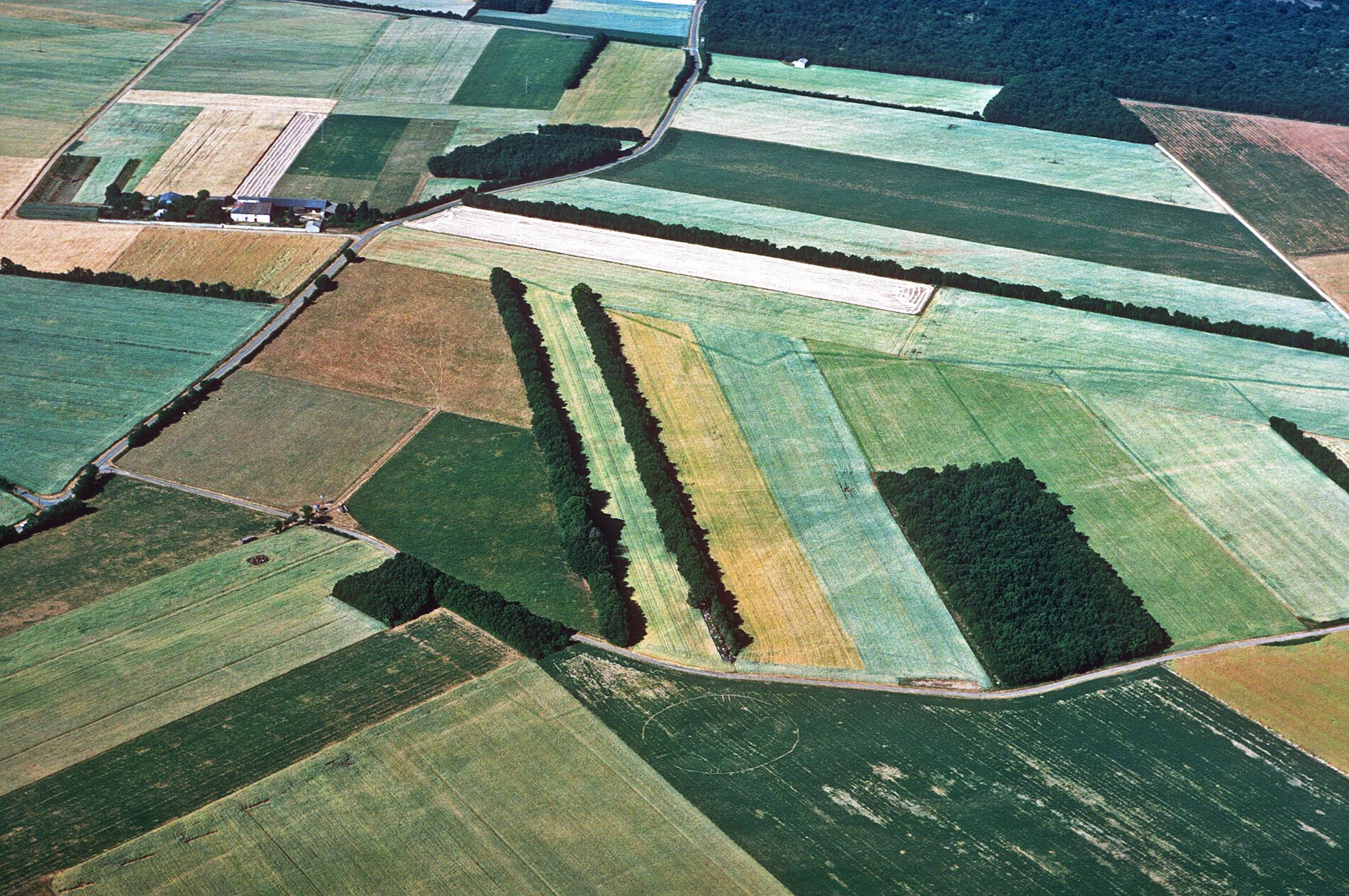
En 1976, le contour du monument apparaît au premier plan, au bout de la double rangée d'arbres (nord en bas).

Les caractéristiques architecturales suggèrent une construction du milieu du Ier siècle apr. J.-C.,. Les fouilles de 2023 mettent en évidence deux états successifs du monument, dont l'occupation ne dépasse sans doute pas le milieu du IIe siècle.
L'édifice est mis au jour grâce à la prospection aérienne réalisée par Jacques Dassié à la faveur de la sécheresse de 1976 ; il fait l'objet de sondages et de fouilles conduites par Camille Gabet en 1976 et 1979. Peu d'archives de ces premières recherches sont toutefois conservées.
Un nouveau programme pluriannuel de fouilles débute en septembre 2023 pour mieux comprendre cet édifice ; il se termine un an plus tard.

## Description

### Dispositions générales

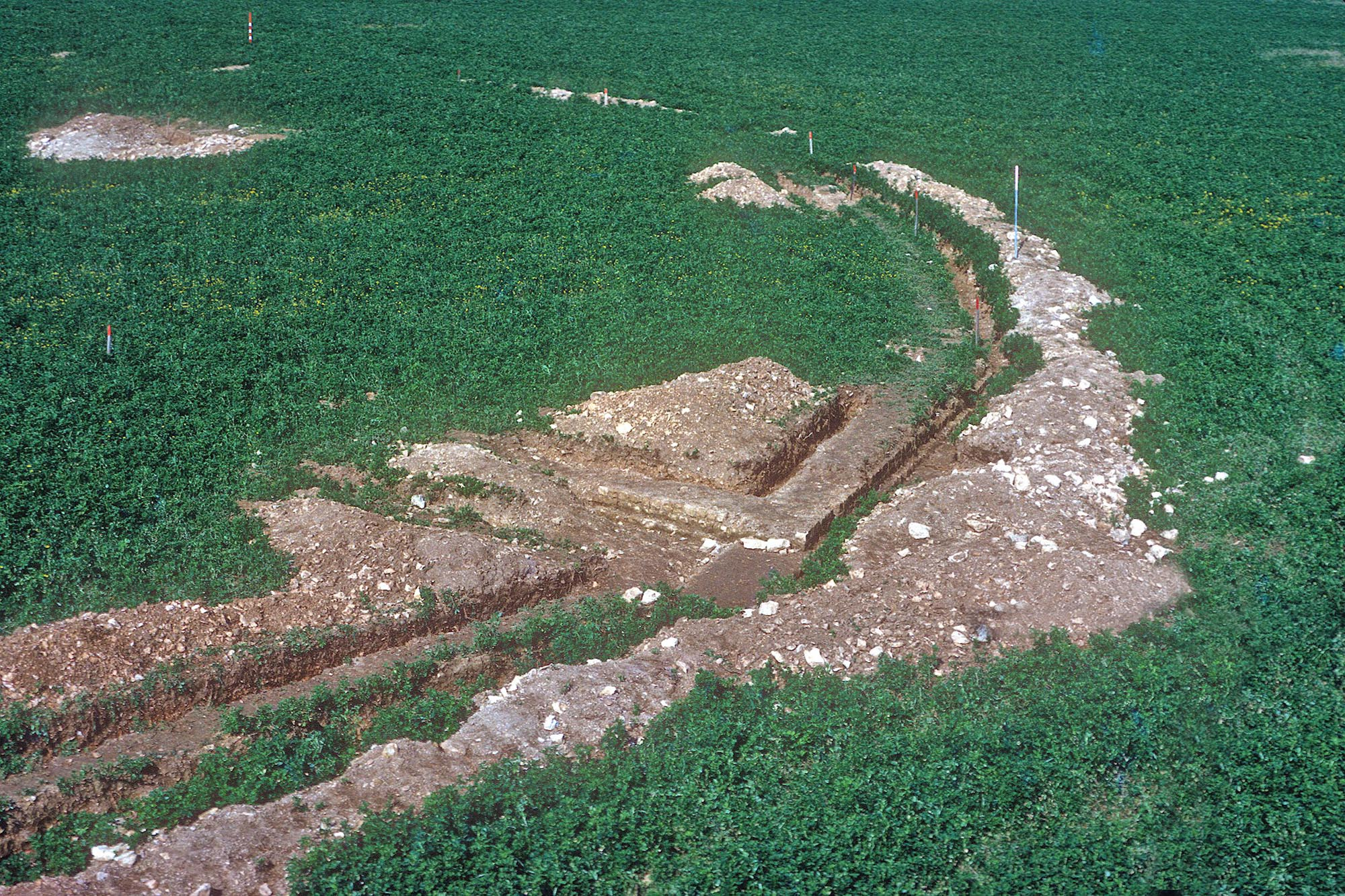
Détail de la construction par raccordement de segments de droites.

Dans son état final, l'édifice occupe une superficie de 0,26 hectare pour une taille évaluée à 62 × 53 m, ce qui en fait le plus petit de la quarantaine d'amphithéâtres romains connus en Gaule. L'arène avoisine les 54 × 30 m. Sa capacité maximale est estimée à 1 500 ou 2 000 spectateurs. Cette construction atypique n'a qu'une symétrie approximative ; son mur extérieur est composé de segments droits successifs — l'ensemble s'inscrit grossièrement dans une ellipse dont le grand axe est orienté d'ouest en est — qui font appel à des modes de construction différents.
L'ensemble des données recueillies à la faveur des sondages et de la prospection géophysique permet de définir les contours de ce monument dont l'arène est traversée d'est en ouest et d'une porte à l'autre par un important drain central atteignant par endroits une profondeur de 2 mètres. 
Dans son ensemble l'amphithéâtre présente un mauvais état de conservation. Il a été réalisé avec des matériaux extraits sur place, principalement pour les moellons façonnés dans la roche dans laquelle est creusée l'arène. Les techniques de construction semblent sommaires, avec un mortier de mauvaise qualité, des assises de fondation où les moellons sont irrégulièrement disposés.

### Architecture et aménagements
Le mur périmétral, large de 0,90 cm, n'a conservé que ses fondations et, localement, la première assise de son élévation.
La cavea, large de 8 m, est divisée en six cunei par les portes est et ouest ainsi que par des vomitoires au nord-ouest, nord-est, sud-est et sud-ouest.
Les murs du podium, d'une hauteur de 2 m, sont construits  en petit appareil ; ils sont recouverts d'un enduit présentant parfois des traces de peintures. Ce mur est bordé, côté intérieur d'un euripe ou d'un caniveau de drainage creusé dans le substrat rocheux.
Des pièces repérées le long du pourtour de l'édifice, creusées dans le substrat en bordure de l'arène sont des pièces de service ou des carceres. La plus petite, découverte en 1976, donne un accès direct à l'arène ainsi qu'à la porte orientale. Des structures comparables existent au nord et au sud, mais pas à l'ouest. Il semble qu'au moins une partie des vingt-trois structures réparties en appui contre le mur extérieur aient pu servir à caler les mâts pouvant soutenir un velum.
L'aménagement intérieur de l'amphithéâtre pose question : son état de conservation ne permet pas d'affirmer la présence, pourtant probable, de charpentes et de gradins en bois appuyés sur les remblais qui comblent la cavea.